# Knock (Pleinfeld)
Der Knock ist eine 382,3 m ü. NHN hohe, unbewaldete Erhebung bei Pleinfeld im mittelfränkischen Landkreis Weißenburg-Gunzenhausen (Bayern).

## Geographie

### Lage
Der Knock liegt nördlich von Pleinfeld zwischen Mäusleinsmühle und Prexelmühle im Westen und Mischelbach im Osten. Westlich fließt die Schwäbische Rezat vorbei; am Südfuß des Berges fließt der Iglseebach entlang.

### Naturräumliche Zuordnung
Der Knock gehört in der naturräumlichen Haupteinheitengruppe Fränkisches Keuper-Lias-Land (Nr. 11), in der Haupteinheit Mittelfränkisches Becken (113) und in der Untereinheit Nürnberger Becken mit Sandplatten (113.5) zum Naturraum Rother Sandplatten (113.50).